# Aggrekán
Az aggrekán (ACAN), más néven porcspecifikus proteoglikán-magprotein (CSPCP) vagy kondroitin-szulfát-proteoglikán 1 az ACAN gén által kódolt fehérje. A gén a lektikánok (kondroitin-szulfát-proteoglikánok) családjának tagja. A kódolt fehérje fontos a porcszövet extracelluláris mátrixában, és a porcban lévő összenyomásnak ellenáll.
Az aggrekán proteoglikán, vagyis nagy szénhidrátokkal módosított fehérje. Humán formája 2316 aminosavból áll, és több izoformája ismert az alternatív splicing révén. Nevét porcszövetben alkotott aggregátumairól kapta (nagy aggregáló proteoglikán).

## Szerkezet
Az aggrekán nagy molekulatömegű ({\displaystyle 10^{6}<M<3\cdot 10^{6}}) proteoglikán. Kefevirág-szerkezetű, ahol kondroitin- és keratán-szulfát glükózaminoglikán- (GAG) láncok csatlakoznak hosszú fehérjemaghoz.
Az aggrekán molekulatömege több, mint 2500 kDa. A 300 kDa-os fehérjemaghoz mintegy 100 GAG lánc tartozik.
Az aggrekán 2 N-terminális globuláris szerkezeti doménből (G1, G2) és egy C-terminális globuláris doménből (G3) áll, köztük nagy, sok GAG-t tartalmazó CS doménnel. (N-G1-G2-CS-G3-C) A két fő módosító különböző régiókba rendeződik, egy kondroitin-szulfát- és egy keratán-szulfát-régióba.
A 3 globuláris domének az aggregációban, a hialuronánkötésben, a sejtadhézióban és a chondrocitaapoptózisban fontosak.
2023-ban molekuláris szimulációkkal és neutronszórási kísérletekkel feltételezték, hogy az aggrekán vizes oldatban kétdimenziós, lapos aggregátumokat alkot.
Az II-es típusú kollagénnel együtt az aggrekán a porc, különösen az ízületi porcok fontos szerkezeti komponense.
Az aggrekáncsalád további fontos tagjai a verzikán, más néven PG-M, a neurokán, a brevikán és a sejtfelszíni hialuronsav-receptor CD44. Ezek moduláris proteoglikánok szerkezeti motívumok, például EGF-szerű, szénhidrát-felismerő (CRD), komplementkötőfehérje-szerű (CBP), immunglobulin-domének és proteoglikán-tandemismétlődések kombinációjával.

## Funkció
Az aggrekán fontos komponens a porcszerkezetben és az ízületek működésében.
A G1 domén kölcsönhat hialuronsavval és kapcsoló fehérjével, stabil hármas komplexeket alkotva az ECM-ben. A G2 homológ a G1 tandem ismétlődéseihez és a kapcsoló fehérjéhez, és a termékfeldolgozásban fontos. A G3 a magfehérje C-terminusa. Ez segíti a glükózaminoglikán-módosítást és a termékszekréciót. Az aggrekán fontos a chondrocita–chondrocita és a chondrocita–mátrix kölcsönhatásokban hialuronsav-kötő képessége révén.
Az aggrekán az intervertebralis korongokat és a porcokat képessé teszi a nyomásnak való ellenállásra. A lokalizált nagy aggrekánkoncentráció biztosítja a normál szöveti funkcióhoz szükséges ozmotikus tulajdonságokat a GAG-ok révén, melyek az összenyomással szemben ható nyomást biztosítanak. Ehhez magas GAG/aggrekán-koncentráció kell a szövet ECM-jében. A korongban az aggrekánkoncentráció maximumát 20–29 éves korban éri el, ezután csökkenni kezd, a bomlástermékek ekkor lassan felhalmozódnak. Így a korongok merevebbek, kisebb tűrőképességűek lesznek.
Az aggrekán fontos továbbá az agyban a neuronok közti hely elrendezésében. Kapcsoló fehérjével és tenaszcinokkal való kölcsönhatás révén az aggrekán hialuronánt köt, nagy aggregátumokat alkotva a sejtfelszínen.

## Klinikai jelentősége
Az aggrekánszintézist és -bomlást vizsgálják a porcbomlásban ízületi sérülés, betegség és öregedés folyamán.
Az N-terminális globuláris domének közti kapcsoló domén, az interglobuláris domén erősen szenzitív a proteolízisre. Ez összefügghet az artritisz kialakulásával. Az aggrekánbontó proteázok az aggrekanázok, ők az ADAM (A Disintegrin And Metalloprotease) fehérjecsalád tagjai.
A degeneratív ízületi betegség a morbiditás legfőbb oka, jelentős szociális és gazdasági befolyással. A oszteoartritiszre az ízületi porcok lassú romlása és a synovium és az ízületi tok fibrózisa jellemző. Az ízületi porc akár 10 tömegszázalék proteoglikánt is tartalmazhat, ennek nagy része aggrekán, ennek csökkenése a betegség korai jele.

## Fordítás
Ez a szócikk részben vagy egészben  az   Aggrecan című angol Wikipédia-szócikk ezen változatának fordításán alapul.  Az eredeti cikk szerkesztőit annak laptörténete sorolja fel. Ez a jelzés csupán a megfogalmazás eredetét és a szerzői jogokat jelzi, nem szolgál a cikkben szereplő információk forrásmegjelöléseként.